# Andreï Merkouriev
Pour les articles homonymes, voir Merkouriev.
Andreï Nikolaïevitch Merkouriev (en russe : Андрей Николаевич Меркурьев), né à Syktyvkar, est un danseur soliste russe du théâtre Bolchoï à Moscou.

## Biographie
Il fait ses études de danse à l’École d'Oufa puis est engagé dans le ballet à l'Opéra d'Oufa. Il rejoint le Ballet du théâtre Michel de Saint-Pétersbourg. En 2001, il est engagé dans la troupe du théâtre Mariinsky avant de rejoindre en 2006, celle du théâtre Bolchoï.

## Répertoire principal
- Casse-noisette : le prince, chorégraphie de Nikolaï Boïartchikov
- La Belle au bois dormant : le prince Désiré, version de Marius Petipa avec ajouts des versions de Fiodor Lopoukhov, Constantin Sergueïev, Piotr Goussev
- Giselle : Albrecht, versions de Jean Coralli, Jules Perrot, Marius Petipa
- Le Lac des cygnes : Sigfried, version de Marius Petipa, Lev Ivanov
- La Bayadère : Solor, version de Marius Petipa

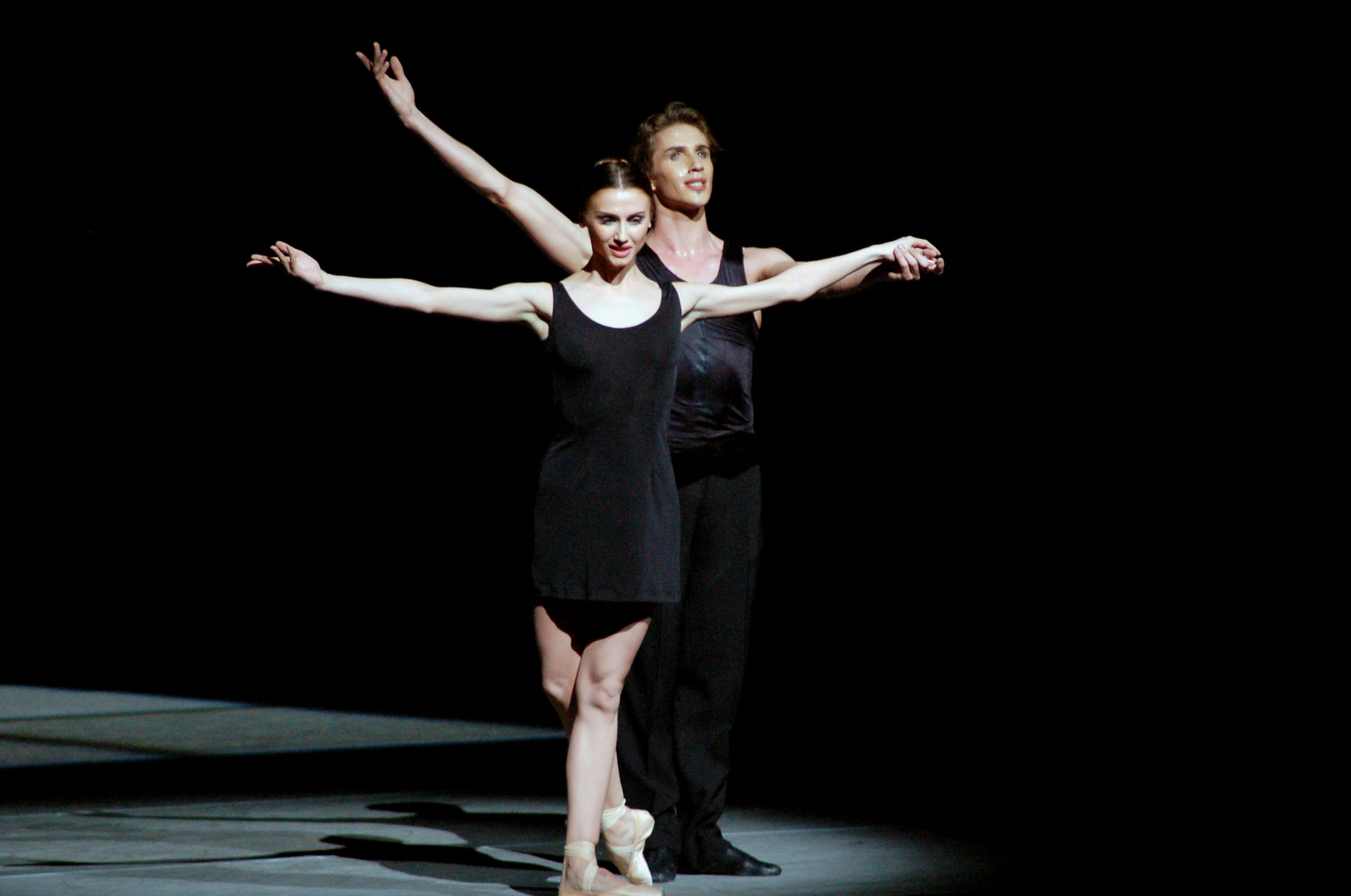
Svetlana Zakharova et Andreï Merkouriev